# 신의 저항군
신의 저항군(神의 抵抗軍) 또는 주의 저항군(主의 抵抗軍, Lord's Resistance Army; LRA)은 우간다 북부 및 남수단에서 활동하는 기독교 근본주의 군사집단으로, 일종의 신흥종교 내지 사이비종교의 성격을 띠고 있다. 수괴는 조지프 코니이다. 본래 이름은 연합신성구세군(聯合神聖救世軍, United Holy Salvation Army) 또는 우간다 기독군(우간다 基督軍, Uganda Christian Army)이었으며, 우간다를 기독교의 십계명에 따라 다스리는 것을 목표 강령으로 삼는다.
2005년부터 이 집단이 콩고 민주 공화국에도 들어왔다는 주장들이 제기되어 왔으며, 2007년부터는 중앙아프리카 공화국에서도 목격담이 보고되었다. LRA는 살인, 유괴, 납치, 신체훼손, 성노예, 소년병 등 각종 반인권 범죄를 저지른 혐의를 받고 있다.
LRA는 본래 우간다 국민저항군(NRA)이 정권을 잡아 정부군 역할을 하게 된 우간다 인민방위군(UPDF)에 반대하기 위해 조직된 조직이었다. 우간다 정부군인 NRA/UPDF 역시 광범위한 살인, 납치, 강간, 약탈에 대한 혐의를 받고 있는 조직이다. 2006년 6월, 유엔의 아동 특별 대리인 라디카 쿠마라솨미(Radhika Coomaraswamy)는 우간다 정부군에서 5000명 이상의 아동을 징집해 갔음을 밝혀냈다.
LRA의 이념은 아프리카 토착종교의 신비주의와 기독교 근본주의가 혼합된 것이다. LRA는 십계명과 아콜리족 전통에 따르는 신정국가를 수립하겠다고 주장하고 있다.